# Станько, Томаш
То́маш Ста́нько (Tomasz Stańko) (11.7.1942, Жешув — 29.7.2018, Варшава) — польский джазовый трубач и композитор. 

## Очерк биографии и творчества
Родился в семье юриста и учительницы. В детстве учился играть на скрипке и фортепиано. В 1969 году окончил (по классу трубы Людвика Лутака) Музыкальную академию в Кракове. 
В 1962 году вместе с пианистом Адамом Маковичем основал квартет Jazz Darings, стилистически ориентированный на фри-джаз Орнетта Коулмана. В 1963 году Кшиштоф Комеда пригласил Станько выступить в составе его джазового ансамбля на фестивале Jazz Jamboree (Варшава). В ансамбле Комеды Станько состоял в течение нескольких лет, в том числе гастролировал с ним в Скандинавии. Станько участвовал в записи самого репрезентативного альбома Комеды — Astigmatic (1966). 
В 1968 создал и возглавил собственный квинтет, в 1971 — собственный квартет. В 1974 году выпустил первый сольный альбом Fish Face, на котором экспериментировал с электроникой. До начала 1980-х годов выступал с разными музыкантами (в том числе с Дэйвом Холландом, Томашем Шукальским, Эдвардом Весалой, Сесилом Тейлором и Хайнцем Зауэром). В 1980-е годы играл и записывался в стилистике фьюжн с группой C.O.C.X. и со своей группой Freelectronic (в которую входили Тадеуш Судник, Януш Сковрон и Витольд Рек). В начале 1990-х годов лишился зубов и был вынужден терпеливо и упорно разрабатывать амбушюр заново, со вставными зубами.
В 2000 году в качестве оммажа К. Комеде записал в ансамбле со скандинавскими джазменами диск «Litania» (вся музыка написана К. Комедой; среди сессионных музыкантов — гитарист Терье Рипдал и ударник Йон Кристенсен), удостоившийся премии Record немецких критиков. В 2000-е годы играл с разными музыкантами, особенно успешно — с Simple Acoustic Trio (пианист Марцин Василевский, басист Славомир Куркевич и ударник Михал Миськевич). Альбомы Soul of things (2002) и Suspended night (2004), выпущенные этим составом на лейбле ECM Records, получили общественный резонанс в США, имели на американском рынке коммерческий успех. Необычная программа альбома Soul of things построена как серия из 13 вариаций, альбома Suspended night — как тема с 10 вариациями.
В 2013 году Станько во главе нового, так называемого «нью-йоркского», квартета  выпустил двойной альбом Wisława — в память польской поэтессы, лауреата Нобелевской премии Виславы Шимборской.
Томаш Станько выступал на многих джазовых фестивалях в Польше и за рубежом (Берлин, Лондон, Монтрё, Нанси, Роттердам, София). Писал музыку для (польских) кинофильмов, телесериалов и мультфильмов; широкую известность в Польше получила пьеса «Дорога» (Droga) из саундтрека к фильму «Рейх» (2001). Музыка Станько («Terminal 7», с альбома Dark Eyes, 2009) использована в американском популярном сериале Родина («Homeland»). Вся композиция, за исключением короткой коды, выдержана на тоническом органном пункте.
В 2011 году за выдающийся вклад в национальную культуру удостоен Ордена Возрождения Польши (командорский крест со звездой). В 2014 году получил почётноый Приз немецких критиков звукозаписывающей индустрии (нем. Preis der deutschen Schallplattenkritik).